# رود وایت (آرکانزاس)
رود وایت رودی در کشور ایالات متحده آمریکا است.
این رود از کوه‌های شهرستان مدیسون، آرکانزاس سرچشمه گرفته و پس از طی ۱٬۱۶۲ کیلومتر به رود میسیسیپی در ایالت می‌ریزد.